# Phyllidia ocellata
Phyllidia ocellata is een slakkensoort uit de familie van de Phyllidiidae. De wetenschappelijke naam van de soort is voor het eerst geldig gepubliceerd in 1804 door Cuvier.